# Spiracolo polmonare

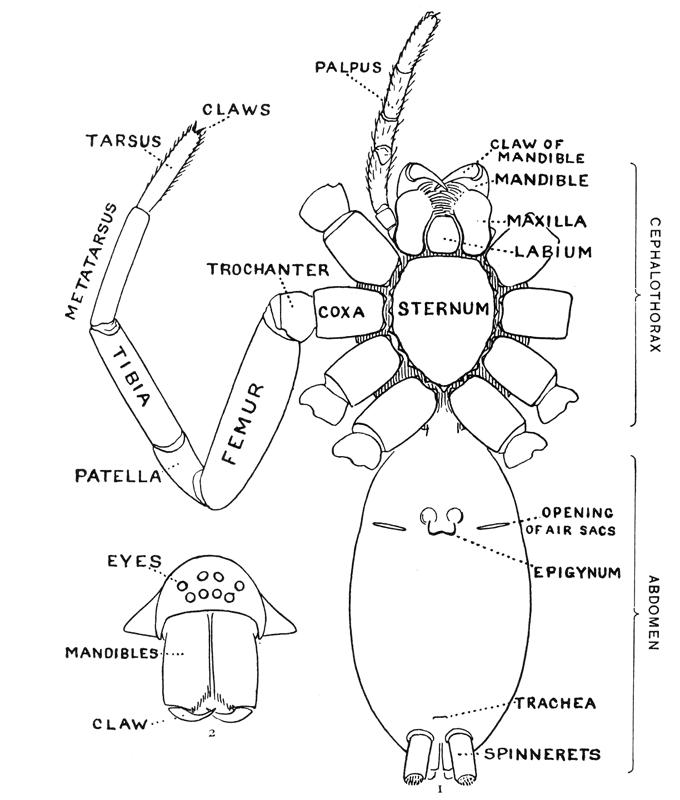
Visibili, ai lati dell'epigino, i due spiracoli polmonari

Lo spiracolo polmonare nei ragni è l'apertura o orifizio attraverso cui entra l'aria verso i polmoni a libro. La maggior parte dei ragni ne possiede due, situati nella parte ventrale dell'opistosoma, ai lati dell'epigino.
Le contrazioni di un muscolo collegato all'atrio dei polmoni a libro consentono l'apertura e la chiusura dello spiracolo e il passaggio dell'aria per diffusione.